# Мирандела
Мирандела (порт. Mirandela; [miɾɐ̃'dɛlɐ]) — город в Португалии, центр одноимённого муниципалитета в составе округа Браганса. По старому административному делению входил в провинцию Траз-уж-Монтиш и Алту-Дору. Входит в экономико-статистический субрегион Алту-Траз-уж-Монтиш, который входит в Северный регион. Численность населения — 11,1 тыс. жителей (город), 25,7 тыс. жителей (муниципалитет). Занимает площадь 658,45 км².
Покровителем города считается Дева Мария.
Праздник города — 25 мая.

## Расположение
Город расположен в 50 км на юго-запад от адм. центра округа города Браганса.
Муниципалитет граничит:
- на севере — муниципалитет Виньяйш
- на востоке — муниципалитет Маседу-де-Кавалейруш
- на юге — муниципалитет Вила-Флор, Карразеда-де-Ансьянш
- на западе — муниципалитет Мурса, Валпасуш

## Транспорт
Действует Лёгкое метро Миранделы (одна линия, 4 км).

## История
Город основан в 1250 году.

## Население
| Численность населения муниципалитета по годам | Численность населения муниципалитета по годам | Численность населения муниципалитета по годам | Численность населения муниципалитета по годам | Численность населения муниципалитета по годам | Численность населения муниципалитета по годам | Численность населения муниципалитета по годам | Численность населения муниципалитета по годам | Численность населения муниципалитета по годам | Численность населения муниципалитета по годам |
| --------------------------------------------- | --------------------------------------------- | --------------------------------------------- | --------------------------------------------- | --------------------------------------------- | --------------------------------------------- | --------------------------------------------- | --------------------------------------------- | --------------------------------------------- | --------------------------------------------- |
| 1801                                          | 1849                                          | 1900                                          | 1930                                          | 1960                                          | 1981                                          | 1991                                          | 2001                                          | 2004                                          | 2006                                          |
| 5579                                          | 5180                                          | 20 789                                        | 23 007                                        | 29 912                                        | 28 879                                        | 25 209                                        | 25 819                                        | 25 780                                        | 25 674                                        |

## Состав муниципалитета
В муниципалитет входят следующие приходы:
1. Абамбреш
2. Абрейру
3. Агиейраш
4. Алвитеш
5. Авантуш
6. Авидагуш
7. Барсел
8. Боса
9. Кабанелаш
10. Каравелаш
11. Карвальяйш
12. Седайнш
13. Кобру
14. Фрадизела
15. Франку
16. Фрешаш
17. Фрейшеда
18. Ламаш-де-Орельян
19. Мармелуш
20. Машкареньяш
21. Мирандела
22. Муриаш
23. Навалью
24. Пассуш
25. Перейра
26. Ромеу
27. Сусайнш
28. Сан-Педру-Велью
29. Сан-Салвадор
30. Торре-де-Дона-Шама
31. Вале-де-Ажнеш
32. Вале-де-Говиньяш
33. Вале-де-Салгейру
34. Вале-де-Тельяш
35. Валверде
36. Вила-Боа
37. Вила-Верде